# Omar Khlifi
Omar Khlifi ou Omar Khélifi (arabe : عمار الخليفي), né le 16 mars 1934 à Soliman et mort le 30 décembre 2017, est un réalisateur, scénariste et producteur de cinéma tunisien.

## Biographie
Autodidacte, il tourne dès le début des années 1960 une douzaine de courts et moyens métrages. En 1966, il réalise le premier long métrage de l'histoire du cinéma tunisien après l'indépendance : L'Aube (35 mm en noir et blanc).
Khlifi est un membre actif du mouvement tunisien des cinéastes amateurs (MTCA). Grand pionnier du cinéma d'Afrique du Nord, il publie en 1970 un livre sur les origines du cinéma tunisien qu'il intitule L'histoire du cinéma en Tunisie (1896-1970) publié à la Société tunisienne de diffusion de Tunis. Il est aussi le fondateur de la société Films Omar Khlifi en 1960 avec laquelle il tourne trois de ses films : Le Défi, Les Fellagas et Sourakh (Hurlements).
Il meurt le 30 décembre 2017.

## Filmographie

### Réalisateur
- 1966 : L'Aube (Al Fajr)
- 1968 : Le Rebelle
- 1970 : Les Fellagas
- 1972 : Sourakh (Hurlements)
- 1986 : Le Défi

### Scénariste
- 1968 : Le Rebelle
- 1970 : Les Fellagas
- 1972 : Sourakh (Hurlements)
- 1986 : Le Défi

### Producteur
- 1986 : Le Défi

## Distinctions
- Le 5 novembre 2016, il est décoré des insignes de grand officier de l’Ordre tunisien du Mérite[2],[3].

## Publications
- L'histoire du cinéma en Tunisie (1896-1970), Tunis, Société tunisienne de diffusion, 1970, 239 p.
- Bizerte : la guerre de Bourguiba, Carthage, MC-Editions, 2001, 34 p. (ISBN 978-9973807199).
- L'assassinat de Salah Ben Youssef, Carthage, MC-Editions, 2005, 236 p. (ISBN 978-9973807489).
- Moncef Bey : roi martyr, Carthage, MC-Editions, 2006, 285 p. (ISBN 978-9973807243).
- Le changement... pourquoi ? comment ?, Tunis, Omar Khlifi, 2009, 239 p. (ISBN 978-9973052957).